# Daucus elegans
Espèce
Synonymes
Cryptotaenia elegans Webb ex Bolle, 1861
Daucus elegans est une espèce de plantes à fleurs herbacées de la famille des Apiacées (ou Ombellifères). 
C'est une espèce endémique des îles Canaries. Son nom en espagnol est perejil de Monteverde (persil de Monteverde), Monteverde faisant référence à un type de boisement: la Laurisylve.